# Frasaortes
Frasaortes (en llatí Phrasaortes, en grec antic Φρασαόρτης) fill de Reomitres, va ser un magnat persa.
Va ser nomenat pel rei Alexandre el Gran, sàtrapa de Persis, que era el nucli central del poder dels aquemènides, l'any 331 aC, i va substituir a l'aquemènida Ariobarzanes de Persis, que s'havia enfrontat a Alexandre a la batalla de les Portes Perses i on va morir. Frasaortes va morir en algun moment de l'expedició del rei macedoni a l'Índia. L'esmenta entre d'altres, Flavi Arrià.